# Bükki Csillagda
A Bükki Csillagda egy csillagászati látogatóközpont, amely a Bükk-hegységben a Bükki Nemzeti Park területén, Répáshuta közigazgatási határain belül található.

## Története
2017. június 6-án az úgynevezett Bükki Csillagpark megkapta a Nemzetközi Sötétégbolt Szövetségtől az ezüst rendű minősítést. Ez alapján ezen a fényszennyezéstől védett környezetben felhőtlen időben és holdtalan éjszakákon több ezer csillagot lehet szabad szemmel megfigyelni. Az országban a Zselic és a Hortobágy (tájegység) teljesíti az ehhez a minősítéshez szükséges feltételeket.
A Magyar Közlönyben 2017. december 19-én kormányhatározat jelent meg arról, hogy 2018-ban 564 millió, 2019-ben pedig 426 millió forint állami támogatást biztosít a projekt megvalósítására a magyar kormány. A Bükki Csillagda terveit 2018 januárjában hozták nyilvánosságra.

## Jellemzői
A komplex, csillagászati és természetismereti látogatóközpont pedagógiai eszközök segítségével tudományos ismeretek átadására törekszik. Célja az ismeretátadás, a játszva tanulás és az élményszerzés. A csillagdában helyet kapott egy ötven férőhelyes planetárium, ahol az égbolt képe 4K minőségben és 3D-ben, egy nyolc méter átmérőjű, 100 négyzetméternél nagyobb felületű kupolán jelenik meg. Az épületben található egy a Naprendszert bemutató kiállítás is. A csillagászati megfigyelőhely kupolája 6,7 méter átmérőjű, rendelkezik naptávcsővel is. A létesítményben nagy teljesítményű távcsövek segítségével nyílik lehetőség a látogatók számára arra, hogy részletesebb képet ismerhessenek meg az optikai eszközökkel belátható világegyetemről,  ezeken túl egy meteoritmúzeum is segíti a látogatók ismereteinek bővítését. A látogatóközpont mellett felépített mészégető boksától indul egy tanösvény, amely segítségével részben bolygókat, részben a terület földtani, kultúrtörténeti, növény- és állattani érdekességei és értékei ismerhetők meg.